# Paolo Benvenuti
Paolo Benvenuti (* 30. Januar 1946 in Pisa) ist ein italienischer Dokumentarfilmer und Filmregisseur.

## Leben
Benvenuti gehörte nach Abschluss der Mittelschule der Gruppe „Cinema Zero di Pisa“ an und begann seine künstlerischen Tätigkeiten als Autor, Maler und Grafiker. Auch war er von 1968 an dem experimentellen Film verbunden und drehte zahlreiche Kurzfilme; auch eine Arbeit als Regieassistent u. a. von Roberto Rossellini fiel in diese Zeit. Nach weiteren, zahlreichen Dokumentarfilmen debütierte er 1988 als Spielfilmregisseur mit Il bacio di Giuda, den er auch produzierte. Der Film war nicht auf Kommerzialität ausgerichtet und brach mit jeglichen üblichen Sehgewohnheiten, mit Elementen, auf die auch seine anderen, folgenden, Arbeiten sich stützten: Rigorose, kultivierte, von Gemälden beeinflusste Bildsprache, begleitet von langsamer Erzählweise, Einflüssen des Theaterdramas und von Reminiszenzen an alte Kulturen.
Sein Film Gostanza da Labbiano wurde 2000 beim Locarno Film-Festival zweifach ausgezeichnet.
Benvenuti arbeitete auch für das Theater.

## Filmografie (Auswahl)
- 1988: Il bacio di Giuda
- 2000: Gostanza da Labiano
- 2008: Puccini e la fanciulla